# Tapinocyba affinis
Tapinocyba affinis är en spindelart som beskrevs av Roger de Lessert 1907. Tapinocyba affinis ingår i släktet Tapinocyba och familjen täckvävarspindlar.

## Underarter
Arten delas in i följande underarter:
- T. a. orientalis
- T. a. pyrenaea